# Смерецки, Франсис
Франсис Смерецки (фр. Francis Smerecki; 25 июля 1949[…], Ле-Ман, Сарта — 6 июня 2018, Фонтене-ле-Бри, Эсон) — французский футболист, тренер.
Имеет польское происхождение (родители родом из Рыманува). Родился во французском Ле-Мане. Выступал за французские клубы Дивизиона 1 (1976/77, 1978/79) и Дивизиона 2 (1970/71 — 1975/76, 1977/78, 1979/80 — 1983/84) на позиции полузащитника. С «Лавалем» по итогам сезона 1975/76 вышел в Дивизион 1. Всего в первом и втором дивизионах провёл более 450 матчей.
Как клубный тренер известен по работе с «Генгамом» (1993—1999), который под его руководством последовательно выходил в Дивизион 2 и Дивизион 1, в 1996 году выиграл Кубок Интертото, в 1997 году стал финалистом Кубка Франции. В 1995 году Смерецки признавался лучшим тренером чемпионата Франции по версии национального союза профессиональных футболистов и тренером года во Франции по версии журнала France Football.
С 2004 по 2015 год руководил юношескими сборными Франции. В 2010 году команда 19-летних игроков, среди которых были Антуан Гризманн и Александр Ляказетт, под его руководством выиграла чемпионат Европы, с этими же игроками в следующем году команда до 20 лет дошла до полуфинала чемпионата мира. Смерецки также был финалистом чемпионатов Европы до 17 лет в 2008 году и до 19 лет в 2013 году. В 2006 и 2015 годах побеждал на турнире в Тулоне.
Умер 7 июня 2018 года на 69-м году жизни после продолжительной болезни.